# Hongcheon-gun
Hongcheon-gun (koreanska: 홍천군) är en landskommun i den norra delen av Sydkorea. Den ligger i provinsen Gangwon.  Antalet invånare är 70 898 (2018), varav 35 919 bor i centralorten Hongcheon-eup.

## Administrativ indelning
Kommunen är indelad i en köping (eup) och nio socknar (myeon):
Bukbang-myeon,
Duchon-myeon,
Hongcheon-eup,
Hwachon-myeon,
Nae-myeon,
Naechon-myeon,
Nam-myeon,
Seo-myeon,
Seoseok-myeon och
Yeonggwimi-myeon (tidigare Dong-myeon).